# جوني إي. ويلسون
جوني إي. ويلسون (بالإنجليزية: Johnnie E. Wilson)‏ هو ضابط أمريكي، ولد في 9 فبراير 1944 في باتون روج في الولايات المتحدة.